# Robert Jones (Komponist, 1945)

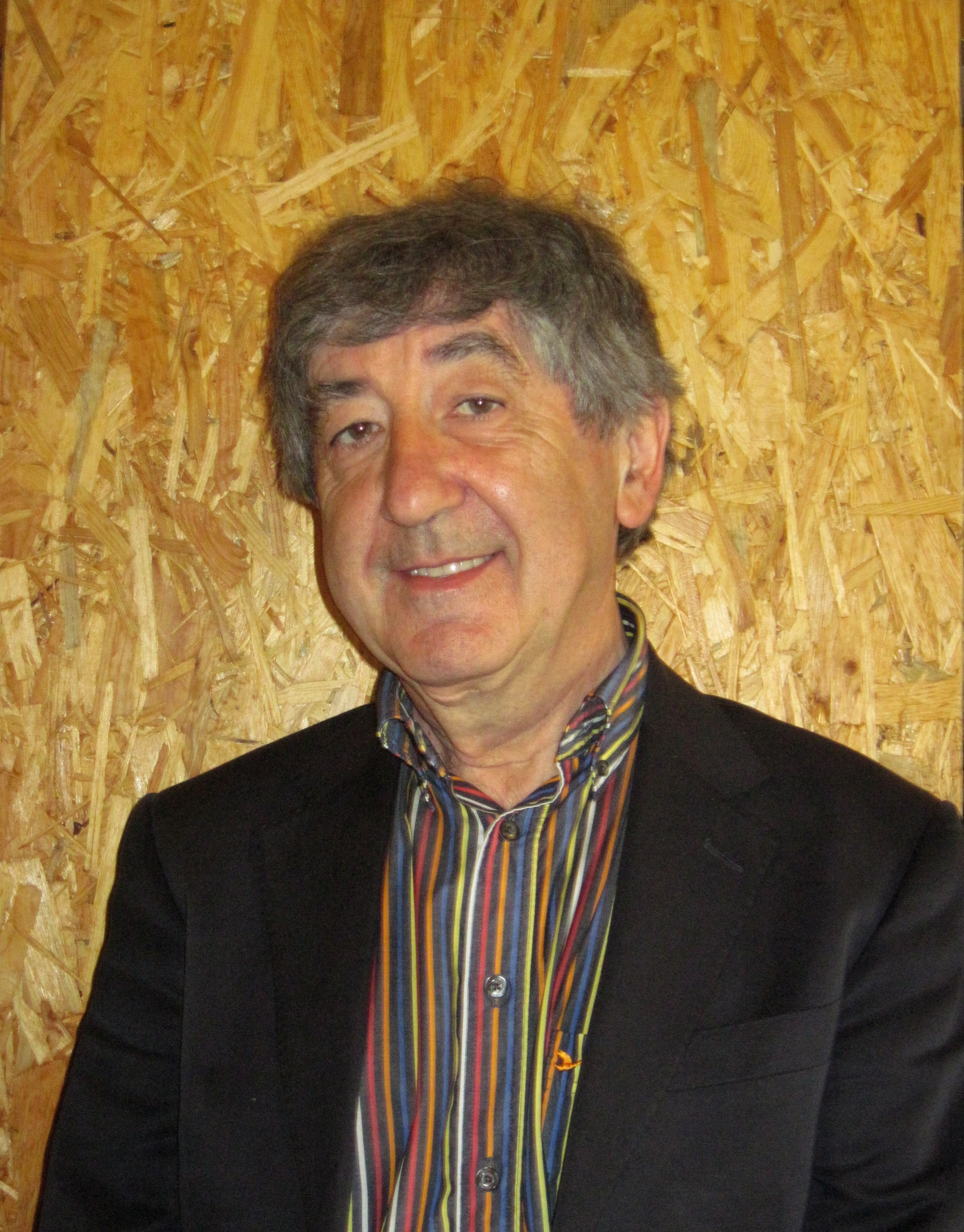
Robert Jones

Robert Jones (* 11. März 1945 in Monmouth) ist ein walisischer Komponist, Organist und Chorleiter. 

## Leben
Jones studierte Musik an der Universität von Wales und hat ein Fellowship Diploma des Royal College of Organists. Der pensionierte Oberschullehrer ist weiterhin als Komponist und Organist tätig. Er lebt heute in seinem Geburtsort Monmouth (Wales).

## Werke
Die Hauptverleger von Robert Jones sind im deutschsprachigen Raum der Musikverlag Dr. J. Butz aus Bonn und in England Kevin Mayhew.

### Auswahl
- Missa brevis in D (2014)
- Missa brevis in C (2013)
- Missa brevis in F für Oberstimmenchor und Tasteninstrument (2013)
- Pastoralmesse für SATB und Orgel (Streicher ad lib.) (2016)
- Orgelwerke in acht Bänden (2005–2018)
- Triptyque Drei Stücke für Soloinstrument (C/B) und Orgel (2013)
- 150. Psalm (2016)
- Über 50 Lieder und Motetten für unterschiedliche Chorbesetzungen